# Sumo (película)
Sumo es una película de comedia y drama en idioma tamil producida por Vels Film International y VTV Ganesh. La película está dirigida por SP Hosimin, un asistente del director S. Shankar, quien dirigió 14 de febrero y Aayiram Vilakku. La película cuenta con Priya Anand, Yogi Babu, y Yoshinori Tashiro, un luchador de sumo japonés como el personaje titular de la película. La cinematografía es de Rajiv Menon y la música fue compuesta por Nivas K Prasanna. La película fue estrenada el 15 de enero de 2020 en (Pongal).

## Premisa
Un luchador de sumo entra en la vida de un instructor de surf y su interés amoroso. El resto de la película se centra en su historia de fondo y los giros que da a su vida.

## Reparto
- Shiva como Shiva
- Priya Anand
- Yoshinori Tashiro
- VTV Ganesh
- Yogi Babu
- Srinath
- Chetan como Pandian, un oficial de policía
- Besant Ravi

## Producción
Una gran parte de la película fue filmada en Japón, donde se desarrolla la historia. El director de fotografía Rajiv Menon quedó impresionado por la historia y la oportunidad de colaborar con los luchadores de sumo volvió a filmar la película después de un paréntesis de siete años. Yoshinori Tashiro fue seleccionado por Shiva para interpretar al personaje titular de la película y VTV Ganesh, que desempeña un papel secundario, también produce la película. Dieciocho luchadores de sumo también aparecen en la película.
Una canción para la película, destinada a ser un tema para el Ganesh Chathurthi, con Shiva, fse rodó en los Estudios AVM en Chennai. Menon expresó que el tono visual de la película será similar al de The Karate Kid.

## Música
La música está compuesta por Nivas K Prasanna, con Sony Music obteniendo los derechos de audio. Con letras escritas por Rokesh, Pa. Vijay y Kabilan Vairamuthu . Diwakar, Sid Sriram y Nakul Abhyankar son cantantes confirmados para la película.

## Lanzamiento
El primer póster de la película se estrenó el 31 de julio de 2019 por el director Venkat Prabhu. El 12 de noviembre, la productora publicó un nuevo cartel de la película en su cuenta de Twitter y posteriormente anunció que la película se estrenará en las salas de cine en Pongal 2020.